# Wielki Łęck
Wielki Łęck (niem. Gross Lensk) – wieś sołecka w Polsce położona w województwie warmińsko-mazurskim, w powiecie działdowskim, w gminie Płośnica.
W latach 1975–1998 miejscowość administracyjnie należała do województwa ciechanowskiego.
Przez wieś przebiega droga wojewódzka nr 544.
W miejscowości funkcjonuje jednostka Ochotniczej Straży Pożarnej, a przy remizie strażackiej znajduje się obelisk z tablicą pamiątkową odsłoniętą 11 listopada 2013, na którym znajduje się napis: "Wdzięczni za bezcenny dar wolnej ojczyzny - rodakom walczącym o niepodległość Polski".
W pobliżu wsi odkryto w okresie międzywojennym grodzisko wczesnośredniowieczne, znajdujące się w dorzeczy Martwicy i Działdówki, a w pobliskim nieistniejącym już folwarku Morycówka, urny z prochami.
W centralnej części wsi na skrzyżowaniu dróg, stoi budynek kościoła należącego do Parafii  Świętego Mikołaja w Wielkim Łęcku. W miejscowości jest szkoła podstawowa i przedszkole "Promyczek", a także działa filia biblioteczna Gminnego Centrum Kultury i Biblioteki w Płośnicy.
W 1939 roku miejscowość znalazła się pod okupacją niemiecką. W pierwszych dniach września doszło do starcia 25. pułk ułanów z nieprzyjacielem w okolicach wsi, gdzie była placówka 4. szwadronu, którym dowodził por. Wacław Witkowski – dowódca 1. plutonu. Walki z Niemcami nie trwały długo, ale były zaciekłe, zginęło 3 żołnierzy niemieckich, a kilku zostało rannych. Polacy nie odnieśli żadnych strat, a Niemcy wycofali się na pozycje wyjściowe. W drugiej połowie lat 50. Wielki Łęck krótko był siedzibą gromady. W tym czasie funkcjonowała we wsi spółdzielnia produkcyjna oraz betoniarnia, która zaopatrywała rolników w materiały budowlane.